# 32 Piscium
32 Piscium (c Piscium) é uma estrela na direção da Pisces. Possui uma ascensão reta de 00h 02m 29.76s e uma declinação de +08° 29′ 08.1″. Sua magnitude aparente é igual a 5.70. Considerando sua distância de 123 anos-luz em relação à Terra, sua magnitude absoluta é igual a 2.82. Pertence à classe espectral F0V.